# Quần đảo Dampier
Quần đảo Dampier nằm ngoài khơi phía tây bắc của Úc, bao gồm 42 hòn đảo cùng những bãi đá ngầm và rạn san hô trải dài trên phạm vi rộng khoảng 1925 km². Đây được xem là một trong những khu vực có quần thể sinh vật biển đa dạng nhất ở Úc.

## Tên gọi
Quần đảo này được đặt theo tên của William Dampier, một nhà thám hiểm người Anh đã đặt chân đến đây vào năm 1699. Dampier đã đặt tên cho một trong những hòn đảo ở đây là đảo Rosemary.

## Lịch sử
Quần đảo Dampier là một trong những địa điểm khảo cổ của Úc. Trên đảo Rosemary, người ta phát hiện bằng chứng về một trong số những công trình kiến trúc lâu đời nhất của Úc, ước tính có niên đại từ 8000 đến 9000 năm tuổi.